# Rudolf Molleker
Rudolf Molleker (ur. 26 października 2000 w Siewierodoniecku) – niemiecki tenisista.

## Kariera tenisowa
W przeciągu kariery wygrał jeden singlowy turniej rangi ATP Challenger Tour.
W 2018 roku, startując w parze z Henrim Squirem awansował do finału juniorskiego Australian Open. Wówczas niemiecka para przegrała z duetem Hugo Gaston-Clément Tabur.
W 2019 podczas Australian Open zadebiutował w turnieju głównym imprezy wielkoszlemowej. Po wygraniu trzech meczów w kwalifikacjach odpadł w pierwszej rundzie z Diego Schwartzman.
Najwyżej sklasyfikowany w rankingu gry pojedynczej był na 146. miejscu (29 lipca 2019), a w klasyfikacji gry podwójnej na 398. pozycji (15 lipca 2019).

### Zwycięstwa w turniejach ATP Challenger Tour w grze pojedynczej
| Końcowy wynik | Nr | Data         | Turniej   | Nawierzchnia | Przeciwnik  | Wynik finału  |
| ------------- | -- | ------------ | --------- | ------------ | ----------- | ------------- |
| Zwycięzca     | 1. | 20 maja 2018 | Heilbronn | Ceglana      | Jiří Veselý | 4:6, 6:4, 7:5 |

### Finały juniorskich turniejów wielkoszlemowych w grze podwójnej (0–1)
| Końcowy wynik | Nr | Data             | Turniej                    | Nawierzchnia | Partner      | Przeciwnicy               | Wynik finału |
| ------------- | -- | ---------------- | -------------------------- | ------------ | ------------ | ------------------------- | ------------ |
| Finalista     | 1. | 27 stycznia 2018 | Australian Open, Melbourne | Twarda       | Henri Squire | Hugo Gaston Clément Tabur | 2:6, 2:6     |